# Pour une bibliothèque idéale
Pour une bibliothèque idéale parait en 1956 aux éditions Gallimard. Il présente une enquête menée par Raymond Queneau à partir de 1949 auprès d'écrivains, les interrogeant sur les livres qui constituent leur bibliothèque idéale. Il était demandé aux auteurs d'établir une liste de 100 titres.

## À propos de l'ouvrage
Queneau réalise cette enquête à partir de 1949 pour le compte de l'Encyclopédie de la Pléiade. Dans ce cadre, il demande à des auteurs d'établir la liste de 100 livres pour que chacun donne sa vision de la bibliothèque idéale. Comme le précise l'avant-propos, la bibliothèque porte sur des livres « de littérature et de philosophie, de poésie et de « culture générale», non de science ». 
« Sur les deux cents destinataires […] de cette enquête, une quarantaine répondit de façon positive, à peu près autant de façon négative, et le reste ne répondit pas. »
L'ouvrage publie la réponse de 60 auteurs ; d'autres ont été interrogés mais n'ont pas répondu. Parmi ces réponses le nombre d'ouvrages listé varie de deux – pour Jacques Audiberti (Guide de la Boulangerie et Anthologie de l'Éloquence parlementaire de la République de Panama) et Armand Salacrou (Le Littré et Le Guide Michelin) — à 352 pour Jean Cocteau. Certains auteurs ont aussi refusé de répondre sous forme de liste et ont adressé une lettre publiée dans l'ouvrage, comme André Berry. D'autres critiquent l'entreprise ou refusent d'y répondre ; ainsi Paul Claudel dit seulement « Je regrette beaucoup mais je me suis senti incapable de vous répondre par suite de ma grande ignorance. ».

### Auteurs ayant répondu
- Raymond Abellio
- Jean Anouilh
- Marcel Arland
- Alexandre Arnoux
- Jacques Audiberti
- Gaston Bachelard
- Gérard Bauer
- Hervé Bazin
- Yvon Belaval
- André Berry
- André Billy
- Henri Bosco
- André Breton
- Pierre Brisson
- Blaise Cendrars
- Paul Claudel
- Jean Cocteau
- Louis-René des Forêts
- André Dhotel
- Roland Dorgelès
- Bernard Dorival
- Marcel Duhamel
- Raymond Dumay
- Georges Dumézil
- Paul Éluard
- Lucien Fabre
- Maurice Garçon
- Georges Huisman
- Georges Izard
- Marcel Jouhandeau
- Daniel-Henry Kahnweiler
- Joseph Kessel
- Valéry Larbaud
- Michel Leiris
- Léon Lemonnier
- Margierite Liberaki
- Armand Lunel
- Pierre Mac Orlan
- André Maurois
- Jean Meckert
- Robert Merle
- Henry Miller
- Marianne Moore
- Paul Morand
- Maurice Nadeau
- Brice Parain
- Jean Paulhan
- Benjamin Péret
- Gaétan Picon
- Francis Poulenc
- Frédéric Prokosch
- Raymond Queneau
- Jean Rostand
- Denis de Rougemont
- Jules Roy
- Armand Salacrou
- Georges Simenon
- Jules Supervielle
- Edmond Vermeil

### Structure
L'ouvrage débute par un avant-propos de Raymond Queneau qui présente le cadre de l'enquête. Suivent ensuite les chapitres dédiés à chaque auteur. Ceux-ci contiennent d'abord une brève biographie, avant de reproduire la réponse de chaque auteur. L'ouvrage se clos par une conclusion établie par Queneau.

### Résultat de l'enquête
En fin d'ouvrage, Queneau présente une liste qui synthétise l'ensemble des réponses.
1. Shakespeare : « Théâtre »
2. La Bible (y compris le Nouveau Testament)
3. Proust : À la recherche du temps perdu
4. Montaigne : Essais
5. Rabelais : Les Cinq Livres
6. Baudelaire : Les Fleurs du mal
7. Blaise Pascal : Pensées
8. Molière : « Théâtre »
9. Jean-Jacques Rousseau : Les Confessions
10. Stendhal : Le Rouge et le Noir
11. Platon : « Dialogues »
12. Stendhal : La Chartreuse de Parme
13. William Faulkner, Le Bruit et la Fureur
14. Rimbaud, Œuvres poétiques (y compris les Illuminations)
15. Cardinal de Retz, Mémoires
16. Tolstoï, Guerre et Paix
17. Saint-Simon, Mémoires
18. Cervantes, Don Quichotte
19. Racine, « Théâtre »
20. Eschyle, « Théâtre »
21. Dostoïevski, Les Frères Karamazov
22. Mallarmé, Poésies
23. La Fontaine, Fables
24. Goethe, Faust
25. Apollinaire, Alcools
26. Flaubert, L'Éducation sentimentale
27. Homère, l'Odyssée
28. Corneille, « Théâtre »
29. Dante, la Divine Comédie
30. Chateaubriand, Mémoires d'outre-tombe
31. Balzac, La Comédie humaine
32. Sophocle, « Théâtre »
33. James Joyce, Ulysse
34. Laclos, Les Liaisons dangereuses
35. Swift, Les Voyages de Gulliver
36. Verlaine, « Poèmes »
37. Flaubert, Madame Bovary
38. Rimbaud, Une saison en enfer
39. Descartes, Discours de la méthode
40. Abbé Prévost, Manon Lescaut
41. Ronsard, « Odes »
42. Aristophane, « Théâtre »
43. Tacite, Annales et Histoires
44. Spinoza, Éthique
45. Hölderlin, Poèmes
46. Gérard de Nerval, Les Filles du feu
47. Daniel Defoe, Robinson Crusoé
48. Saint Augustin, Les Confessions
49. Lautréamont, Les Chants de Maldoror
50. Victor Hugo, Les Misérables
51. Lewis Carroll : Alice au pays des merveilles
52. Alfred de Musset : Comédies et Proverbes
53. Jules Renard : Journal, 1887-1910
54. Homère : l'Iliade
55. Dostoïevski : L'Idiot
56. Emily Brontë : Les Hauts de Hurlevent
57. Dostoïevski : Les Possédés
58. Voltaire : « Contes »
59. William Blake : « Poèmes »
60. Dostoïevski : Crime et Châtiment
61. Plutarque : Vies parallèles des hommes illustres (traduction de Jacques Amyot)
62. Mme de La Fayette : La Princesse de Clèves
63. Karl Marx : Le Capital
64. Benjamin Constant : Adolphe
65. Beaumarchais : « Théâtre »
66. Agrippa d'Aubigné : Les Tragiques
67. Alfred de Vigny : Les Destinées
68. Federico García Lorca : « Poèmes »
69. Malraux : La Condition humaine
70. La Rochefoucauld, Maximes
71. La Bruyère, Les Caractères
72. Madame de Sévigné, Lettres
73. Littré : Dictionnaire de la langue française
74. Alfred Jarry : Ubu roi
75. Paul Valéry : « Poèmes »
76. Blaise Pascal : Les Provinciales
77. T. E. Lawrence : Les Sept Piliers de la sagesse
78. Mérimée : « Nouvelles »
79. Paul Valéry : Variété
80. Héraclite : Fragments
81. Marivaux : Théâtre
82. Victor Hugo : La Légende des Siècles
83. Kafka : Le Procès
84. Voltaire : « Correspondance »
85. Apollinaire : Calligrammes
86. André Gide : Journal, 1887-1950
87. Andersen : « Contes »
88. Alexandre Dumas : Les Trois Mousquetaires
89. Casanova : Mémoires
90. Les Mille et Une Nuits
91. Joseph Conrad : Lord Jim
92. Novalis : « Poésies » et Les Fragments
93. Nietzsche : Ainsi parlait Zarathoustra
94. Paul Claudel : « Théâtre »
95. Tristan Corbière : Les Amours jaunes
96. Victor Hugo : Les Contemplations
97. Saint Jean de la Croix : La Nuit obscure de l’Âme
98. Nicolas Gogol : Les Âmes mortes
99. Virgile : l'Énéide
100. Georges Bernanos : Journal d'un curé de campagne